# 日本2013年1月

## 1月6日
- 日本奧委會専務理事水野正人與國家女足隊隊員澤穗希、殘奧游泳選手鈴木孝幸出發前往倫敦參與國際奧委會會議進行對東京2020年夏季奧運會獲標遊說。 MSN產經新聞中日新聞報知新聞讀賣新聞

- 總務大臣新藤義孝在表示擴大對於東日本大震災受災住宅的遷移支援對象範圍擴大，同時也表示本年度預算追加草案會給與地方政府約1000億日元的「震災復興特別交付税」補助。 FNNMSN產經新聞朝日新聞 （页面存档备份，存于）日經新聞 （页面存档备份，存于）讀賣新聞 （页面存档备份，存于）
- 連發登山事故中，富山、長野、山梨縣警搜索六日後，確認2人遇難，仍有8人失蹤。讀賣新聞 （页面存档备份，存于）

## 1月7日
- 京都大學先端科学研究棟四樓的能量科學研究科實驗室在約下午4時20分發生爆炸，一名學生被爆炸波及彈飛、腰骨骨折重傷送醫。京都府警川端署與校方發表初步調查結果指當時有兩名學生研究新型燃料，燃燒時鐵製容器突然破裂並造成爆炸。時事通訊 （页面存档备份，存于）讀賣新聞
- 便當供應商ダイヤス食品廣島支社所製作的便當引起508所機構、合共1976人感染諾如病毒引起食物中毒，為日本歷來最高紀錄。 MSN產經新聞日經新聞 （页面存档备份，存于）時事通訊 （页面存档备份，存于）讀賣新聞